# Mühlbach (Rhein, Scherzheim)
| Zuläufe und Bauwerke \| Alte Kinzig \| Alte Kinzig \| Alte Kinzig \| \| ------------------------- \| ----------- \| ------------------------ \| \| Legende \| \| \| \| \| \| \| \| \| \| Hegenort \| \| \| \| \| \| \| \| Mättig \| \| \| \| \| \| Entlastung Horbengraben \| \| \| \| \| \| \| \| \| \| Mühlbach \| \| Leutesheimer Ablassgraben \| \| \| \| Horbengraben \| \| \| \| Holergraben \| \| \| \| \| \| Diersheimer Ablassgraben \| \| Rinnbach \| \| \| \| Banngraben \| \| \| \| Holchenbach \| \| \| \| Mittelrheinfeldgraben \| \| \| \| \| \| \| \| \| \| \| \| Galgenbach \| \| \| \| \| \| \| \| \| \| \| \| Rheinniederungskanal \| \| \| \| \| \| \| \| Rhein \| \| \| |  |                          |
| Alte Kinzig |  |                          |
| Legende |  |                          |
| |  |                          |
| |  | Hegenort                 |
| |  |                          |
| |  | Mättig                   |
| |  |                          |
| Entlastung Horbengraben |  |                          |
| |  |                          |
| |  | Mühlbach                 |
| Leutesheimer Ablassgraben |  |                          |
| Horbengraben |  |                          |
| Holergraben |  |                          |
| |  | Diersheimer Ablassgraben |
| Rinnbach |  |                          |
| Banngraben |  |                          |
| Holchenbach |  |                          |
| Mittelrheinfeldgraben |  |                          |
| |  |                          |
| |  |                          |
| Galgenbach |  |                          |
| |  |                          |
| |  |                          |
| Rheinniederungskanal |  |                          |
| |  |                          |
| Rhein |  |                          |

Der Mühlbach ist ein etwa 27 km langer Bach im Ortenaukreis und zuletzt auch im Landkreis Rastatt in Baden-Württemberg. Er zweigt unter dem Namen Plauelbach in Willstätt vom dortigen kurzen Kinzig-Teilungsarm Alte Kinzig ab. Der Bach läuft zu Beginn etwa nordwestlich und später nordnordöstlich, dort auch kurz unter den Namen Diersheimer Mühlbach und Harschgrünerbach, durch die Oberrheinische Tiefebene. Nahe Scherzheim im Gemeindegebiet von Lichtenau fließt das zuletzt Mühlbach genannte Gewässer im Mündungsbereich der Rench in den Rhein ab.

## Geographie
Der Mühlbach beginnt im Ortenaukreis bei der Mühle in Willstätt aus einer Abzweigung vom Kinzigarm Alte Kinzig auf einer Höhe von etwa 144 m ü. NN. Anfangs fließt er unter dem Namen Plauelbach nordwestlich durch Willstätt, Odelshofen und Kork. Nach Kork mündet von links her der Hegenort ein.
In der Nähe von Bodersweier ändert der Mühlbach seine Flussrichtung nach Norden und von links läuft ein anderer Mühlbach, der ihn mit dem etwa 14 Kilometer langen Gießelbach verbindet, in ihn in ein. Bei Leutesheim zweigt der Leutesheimer Ablassgraben, welcher kurz darauf in den Horbergraben mündet, vom Mühlbach ab. Einige Meter weiter trifft der Horbergraben selbst auf den Mühlbach. Außerdem ändert der Mühlbach hier seine Flussrichtung in nordnordöstliche Richtung. Bei Honau unterquert er den Holergraben, der Rinnbach mündet von rechts in ihn und der Diersheimer Ablassgraben, der ihn wie der Mühlbach zuvor mit dem Gießelbach verbindet, zweigt links von ihm ab.
Beim Durchfließen von Diersheim heißt das Fließgewässer für einen kleinen Abschnitt Diersheimer Mühlbach. Nachdem er den Ort verlassen hat, wird er Harschgrünerbach genannt; der Banngraben mündet von rechts ein. Wenn auch der Holchenbach ebenfalls von rechts von Rheinbischofsheim her in ihn eingemündet ist, nimmt der Mühlbach bis zu seiner Mündung seinen eigentlichen Namen an. Bei Freistett, wenn er die Landesstraße 87 unterquert, teilt er sich für etwa 300 m. Im Ort Freistett trifft von rechts der Galgenbach, der in Rheinbischofsheim vom Holchenbach abgezweigt ist, auf ihn. Nach Freistett zweigt der Rheinniederungskanal vom Mühlbach ab. Kurz darauf fließt er durch einen Auwald, wo er eine viel wildere Form mit reißenden Strömungen annimmt. 
Später fließt der Mühlbach auf etwa 2 km Fließstrecke parallel zum Rhein, wobei er das zur Stadt Rheinau gehörende Helmlingen nordwestlich passiert und den Ortenaukreis verlässt. Dann fließt er innerhalb des Landkreises Rastatt im Gemeindegebiet von Lichtenau nahe dem Ortsteil Scherzheim neben der Rench und ohne eine die beiden Gewässer trennende Halbinsel in den Oberrhein ein.

### LUBW
Amtliche Online-Gewässerkarte mit passendem Ausschnitt und den hier benutzten Layern: Lauf und Einzugsgebiet des Mühlbachs

Allgemeiner Einstieg ohne Voreinstellungen und Layer: Daten- und Kartendienst der Landesanstalt für Umwelt Baden-Württemberg (LUBW) (Hinweise)
1. 1 2  Höhe nach dem Höhenlinienbild auf dem Hintergrundlayer Topographische Karte.
2. ↑  Länge nach dem Layer Gewässernetz (AWGN).

### Andere Belege
1. ↑  Heinz Fischer: Geographische Landesaufnahme: Die naturräumlichen Einheiten auf Blatt 169 Rastatt. Bundesanstalt für Landeskunde, Bad Godesberg 1967. → Online-Karte (PDF; 4,4 MB)
2. ↑  Informationstafel Die Umgestaltung der Alten Kinzig am Abzweig in Willstätt, Stand 7. September 2020.